# Palazzo della Vignaccia

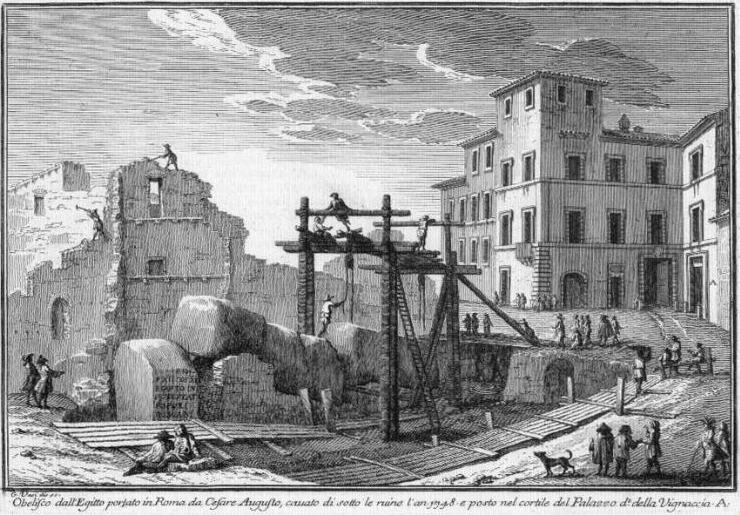
Gravura de Giuseppe Vasi (1752) mostrando o Palazzo della Vignaccia à direita.

Palazzo della Vignaccia, conhecido também como Palazzo Poli di Campo Marzio era um palácio localizado na área atrás do Palazzo Montecitorio, onde hoje está a Piazza del Parlamento, no rione Colonna de Roma.

## História
Este edifício apareceu em gravuras em meados do século XVIII quando, durante a demolição de algumas residências nas imediações (1748), o Obelisco Montecitório foi descoberto. A mais conhecida é a de Giuseppe Vasi em 1752.
O papa Bento XIV queria reergue-lo em tempo para o jubileu de 1750, mas ele acabou permanecendo no pátio do Palazzo della Vignaccia até 1789, quando o papa Pio VI decidiu finalmente colocá-lo no centro da Piazza di Montecitorio. Partes de uma coluna de granito quebrada erigida em homenagem ao imperador romano Antonino Pio também foram encontradas no século XVIII e foram utilizadas para completar o obelisco.
Muitos edifícios nas imediações do Palazzo della Vignaccia foram demolidos no final do século XIX para permitir a ampliação do Palazzo Montecitorio, incluindo o Palazzo della Vignacia. Alguns, como a Casa Vaca, foram reconstruídos em outro lugar.